# Michiaki Takahashi
Michiaki Takahashi (in giapponese: 高橋理明, Takahashi Michiaki) (Osaka, 17 febbraio 1928 – Osaka, 16 dicembre 2013) è stato un virologo giapponese, noto per i suoi studi sul Herpesvirus umano 3 e per aver ideato il vaccino anti-varicella.
Si tratta di uno dei più importanti virologi giapponesi vissuti fra il periodo Shōwa ed il periodo Heisei.

## Biografia
Laureato in medicina nel 1954 presso la facoltà dell'Università di Osaka, completò gli studi nel 1959, specializzandosi in virologia del poxvirus. Tra il 1963 e il 1965 ha studiato al Baylor College of Medicine in Texas e al Fels Research Institute della Temple University in Pennsylvania.
I suoi primi studi si concentrarono sui virus del morbillo e della poliomielite, ma dopo che suo figlio sviluppò un grave attacco di varicella, dedicò tutte le ricerche su questa malattia.
Tornò in Giappone nel 1965 e iniziò a coltivare virus della varicella, vivi ma indeboliti, nei tessuti animali ed umani.

### Il vaccino
Nel 1974 insieme al suo team di ricerca isolò un ceppo meno virulento del virus della varicella, iniziando in seguito a cercare un primo vaccino.
Nel 1981 la Merck acquisì i diritti di produzione del vaccino, che dopo una serie di test durati molti anni, venne poi approvato dalla FDA statunitense nel 1995 con il nome di Varivax.
La sua sicurezza ed efficacia è stata confermata da molteplici studi terzi, sia su individui sani che immunocompromessi ad alto rischio.

### Carriera e morte
Nel 1994 venne nominato direttore del Microbial Disease Study Group dell'Università di Osaka, posizione che ricoprì fino al suo pensionamento. 
La Japanese Society for Vaccinology in suo onore e per ricordare le sue scoperte scientifiche, istituì nell'ottobre 2005, un premio annuale chiamato Takahashi: The Japanese Society for Vaccinology Takahashi Prize.
Morì il 16 dicembre 2013, all'età di 85 anni, per insufficienza cardiaca.

## Riconoscimenti
- Scientific Achievement Award (VZV Research Foundation, New York - USA) 1997[10]
- Premio Principe Mahidol - (Thailandia) 2008[11][12]